# ISO 3166-2:SR
ISO 3166-2:SR is een ISO-standaard met betrekking tot de zogenaamde geocodes. Het is een subset van de ISO 3166-2 tabel, die specifiek betrekking heeft op Suriname.
De gegevens werden tot op 27 november 2015 geüpdatet op het ISO Online Browsing Platform (OBP). Hier worden 10 districten - district (en) / district (fr) / distrikt (nl) – gedefinieerd.
Volgens de eerste set, ISO 3166-1, staat SR voor Suriname, het tweede gedeelte is een tweeletterige code.

## Codes
| Code  | Naam       |
| ----- | ---------- |
| SR-BR | Brokopondo |
| SR-CM | Commewijne |
| SR-CR | Coronie    |
| SR-MA | Marowijne  |
| SR-NI | Nickerie   |
| SR-PR | Para       |
| SR-PM | Paramaribo |
| SR-SA | Saramacca  |
| SR-SI | Sipaliwini |
| SR-WA | Wanica     |